# انتخابات الرئاسة اليونانية 1995
انتخابات الرئاسة اليونانية 1995 هي الانتخابات الرئاسية التي جرت في 8 مارس 1995، لانتخاب رئيس اليونان، فاز بالانتخابات كونستانتينوس ستيفانوبولوس.